# Pidmohîlkî, Horodok
Pidmohîlkî (în ucraineană Підмогилки) este un sat în comuna Dobreanî din raionul Horodok, regiunea Liov, Ucraina.

## Demografie
Componența lingvistică a localității Pidmohîlkî
     Ucraineană (100%)
Conform recensământului din 2001, toată populația localității Pidmohîlkî era vorbitoare de ucraineană (100%).